# Bouquehault
Bouquehault é uma comuna francesa na região administrativa de Altos da França, no departamento de Pas-de-Calais. Estende-se por uma área de 8,04 km². Em 2010 a comuna tinha 781 habitantes (densidade: 97,1 hab./km²).